# Edzardo II della Frisia orientale
Edzardo II della Frisia orientale (Greetsiel, 24 giugno 1532 – Aurich, 1º marzo 1599) fu conte della Frisia orientale dal 1561 alla propria morte.

## Biografia
Edzardo II era figlio del conte Enno II della Frisia orientale e della principessa Anna di Oldenburg.
Sin dalla morte di suo padre nel 1540, Edzardo aveva lottato con la madre e col fratello per garantirsi l'unica sovranità sui territori paterni, nel tentativo di arginare una possibile invasione svedese che mirasse ad un periodo di debolezza del paese per impossessarsene e garantirsi così un accesso strategico sulla terraferma. Anna di Oldenburg resse lo stato autonomamente per 18 anni e successivamente decise di associare a sé il figlio primogenito Edzardo II. Nel 1561, infine, Anna si ritirò dalla scena politica ed associò ad Edzardo il fratello minore Giovanni II. Fu solo nel 1591 con la morte di Giovanni II che Edzardo II poté governare autonomamente, ma la sua autorità e la sua immagine erano state duramente colpite dai numerosi conflitti di potere che aveva avuto negli anni precedenti con la madre e il fratello.
Dopo il periodo della coreggenza, iniziarono per Edzardo II altri conflitti di natura interna con la città di Emden. Edzardo era infatti uno strenuo sostenitore del luteranesimo, mentre la città di Emden era perlopiù calvinista. La tensione rimase latente sino al 1595 quando Emden si rivoltò e, solo con l'intervento della calvinista Repubblica delle Sette Province Unite, Emden riuscì a mantenere la propria indipendenza religiosa.
Quando Edzardo II morì il 1º marzo 1599, per tutta risposta, la grande chiesa di Emden si rifiutò di accoglierlo per la sepoltura in virtù dei conflitti che erano scoppiati tra il conte e la città e come tale egli venne sepolto il 13 maggio 1599 nella chiesa di Aurich che da quel momento sino all'estinzione della famiglia nel 1744 venne considerata il mausoleo reale.

## Matrimonio e figli
Il 1º ottobre 1559, Edzardo II sposò a Stoccolma Caterina Vasa (6 giugno 1539, Stoccolma - 21 dicembre 1610, Berum), figlia del re Gustavo I di Svezia. Questo matrimonio venne combinato essenzialmente per il fatto che la Svezia intendeva garantirsi un accesso al Mare del Nord. La coppia ebbe i seguenti figli:
- Margherita (22 novembre 1560 - 8 settembre 1588)
- Anna (26 giugno 1562, Aurich - 21 aprile 1621, Neuhaus, Boemia), si sposò tre volte: Heidelberg il 12 luglio 1583 l'elettore Ludovico VI del Palatinato (4 luglio 1539 - 22 ottobre 1583); il 21 dicembre 1585 sposò il margravio Ernesto Federico di Baden-Durlach (1560, † 1604); a Grabow, il 7 marzo 1617 con Giulio Enrico di Sassonia-Lauenburg (9 aprile 1586 - 20 novembre 1665)
- Enno III, conte della Frisia orientale, (30 settembre 1563 - 19 agosto 1625, Leerort), sposò il 29 gennaio 1581 Walburga di Rietberg, figlia del conte Giovanni II, signore di Esen, Stedesdorf e Wittmund e di Agnese di Bentheim-Steinfurt (c. 1556 - 20 maggio 1586); successivamente sposò a Esens il 28 gennaio 1598 Anna di Holstein-Gottorp (27 febbraio 1575 - 24 aprile 1625), figlia di Adolfo I di Schleswig-Holstein-Gottorp.
- Giovanni III (1566 - 29 settembre 1625), sposò il 4 marzo 1601 sua nipote, la contessa Sabina Caterina von Rietberg (1582 - 31 maggio 1618)
- Cristoforo (1569 - 1636), sposò il 13 agosto 1613, Lambertino di Ligne (22 giugno 1593 - 14 febbraio 1651)
- Edzardo (c. 1571 - 1572)
- Elisabetta (c. 1572 - 1573)
- Sofia (5 giugno 1574 - 20 marzo 1630)
- Carlo Ottone (1577 - 28 febbraio 1603)
- Maria (1º maggio 1582 - 9 luglio 1616, Dannenberg), sposò a Dannenberg il 1º settembre 1614 il duca Ernesto Giulio di Brunswick-Dannenberg (11 marzo 1571 - 26 ottobre 1636).

Edzardo II è tra l'altro antenato diretto del principe Guglielmo Alessandro dei Paesi Bassi e del principe William del Regno Unito.

## Ascendenza
|                                          |                                |                                      | Genitori                                |  |  | Nonni |  |  | Bisnonni                               |  |  | Trisnonni                           |  |
|                                          |                                |                                      |                                         |  |  |       |  |  | Ulrico I, conte della Frisia orientale |  |  | Enno, signore di Norden e Greetsiel |  |
|                                          |                                |                                      |                                         |  |  |       |  |  | Ulrico I, conte della Frisia orientale |  |  | Enno, signore di Norden e Greetsiel |  |
|                                          |                                | Gela di Manslagt                     |                                         |  |  |       |  |  | Ulrico I, conte della Frisia orientale |  |  |                                     |  |
| Edzardo I, conte della Frisia orientale  |                                |                                      |                                         |  |  |       |  |  | Ulrico I, conte della Frisia orientale |  |  |                                     |  |
|                                          |                                | Theda Ukena                          | Uko Fockena                             |  |  |       |  |  |                                        |  |  |                                     |  |
|                                          |                                | Theda Ukena                          | Uko Fockena                             |  |  |       |  |  |                                        |  |  |                                     |  |
|                                          |                                | Theda Ukena                          | Heba Attena                             |  |  |       |  |  |                                        |  |  |                                     |  |
| Enno II, conte della Frisia orientale    |                                | Theda Ukena                          |                                         |  |  |       |  |  |                                        |  |  |                                     |  |
|                                          |                                | Giovanni I, conte di Rietberg        | Corrado V, conte di Rietberg            |  |  |       |  |  |                                        |  |  |                                     |  |
|                                          |                                | Giovanni I, conte di Rietberg        | Corrado V, conte di Rietberg            |  |  |       |  |  |                                        |  |  |                                     |  |
|                                          |                                | Giovanni I, conte di Rietberg        | Giacomina di Neuenahr                   |  |  |       |  |  |                                        |  |  |                                     |  |
| Elisabetta di Rietberg                   |                                | Giovanni I, conte di Rietberg        |                                         |  |  |       |  |  |                                        |  |  |                                     |  |
|                                          |                                | Margherita di Lippe                  | Bernardo VII, signore di Lippe          |  |  |       |  |  |                                        |  |  |                                     |  |
|                                          |                                | Margherita di Lippe                  | Bernardo VII, signore di Lippe          |  |  |       |  |  |                                        |  |  |                                     |  |
|                                          |                                | Margherita di Lippe                  | Anna di Holstein-Schauenburg            |  |  |       |  |  |                                        |  |  |                                     |  |
| Edzardo II, conte della Frisia orientale |                                | Margherita di Lippe                  |                                         |  |  |       |  |  |                                        |  |  |                                     |  |
|                                          | Gerardo VI, conte di Oldenburg | Dietrich, conte di Oldenburg         |                                         |  |  |       |  |  |                                        |  |  |                                     |  |
|                                          | Gerardo VI, conte di Oldenburg | Dietrich, conte di Oldenburg         |                                         |  |  |       |  |  |                                        |  |  |                                     |  |
|                                          | Gerardo VI, conte di Oldenburg | Edvige di Holstein-Rendsburg         |                                         |  |  |       |  |  |                                        |  |  |                                     |  |
| Giovanni V, conte di Oldenburg           | Gerardo VI, conte di Oldenburg |                                      |                                         |  |  |       |  |  |                                        |  |  |                                     |  |
|                                          |                                | Adelaide di Tecklenburg              | Ottone VII, conte di Tecklenburg        |  |  |       |  |  |                                        |  |  |                                     |  |
|                                          |                                | Adelaide di Tecklenburg              | Ottone VII, conte di Tecklenburg        |  |  |       |  |  |                                        |  |  |                                     |  |
|                                          |                                | Adelaide di Tecklenburg              | Ermengarda di Hoya                      |  |  |       |  |  |                                        |  |  |                                     |  |
| Anna di Oldenburg                        |                                | Adelaide di Tecklenburg              |                                         |  |  |       |  |  |                                        |  |  |                                     |  |
|                                          |                                | Giorgio I, principe di Anhalt-Zerbst | Sigismondo I, principe of Anhalt-Dessau |  |  |       |  |  |                                        |  |  |                                     |  |
|                                          |                                | Giorgio I, principe di Anhalt-Zerbst | Sigismondo I, principe of Anhalt-Dessau |  |  |       |  |  |                                        |  |  |                                     |  |
|                                          |                                | Giorgio I, principe di Anhalt-Zerbst | Jutta di Querfurt                       |  |  |       |  |  |                                        |  |  |                                     |  |
| Anna di Anhalt-Zerbst                    |                                | Giorgio I, principe di Anhalt-Zerbst |                                         |  |  |       |  |  |                                        |  |  |                                     |  |
|                                          |                                | Anna di Lindau-Ruppin                | Alberto III, conte di Lindau-Ruppin     |  |  |       |  |  |                                        |  |  |                                     |  |
|                                          |                                | Anna di Lindau-Ruppin                | Alberto III, conte di Lindau-Ruppin     |  |  |       |  |  |                                        |  |  |                                     |  |
|                                          |                                | Anna di Lindau-Ruppin                | Anna di Slesia                          |  |  |       |  |  |                                        |  |  |                                     |  |
|                                          |                                | Anna di Lindau-Ruppin                |                                         |  |  |       |  |  |                                        |  |  |                                     |  |